# Morbihan
Morbihan este un departament în vestul Franței, situat în regiunea Bretania. În Limba bretonă numele morbihan înseamnă mare mică.

## Localități selectate

### Prefectură
- Vannes

### Sub-prefecturi
- Lorient
- Pontivy

### Alte orașe
- Auray
- Lanester

### Alte localități
- Plumelec

## Diviziuni administrative
- 3 arondismente;
- 42 cantoane;
- 261 comune;